# Sociedad de jefatura

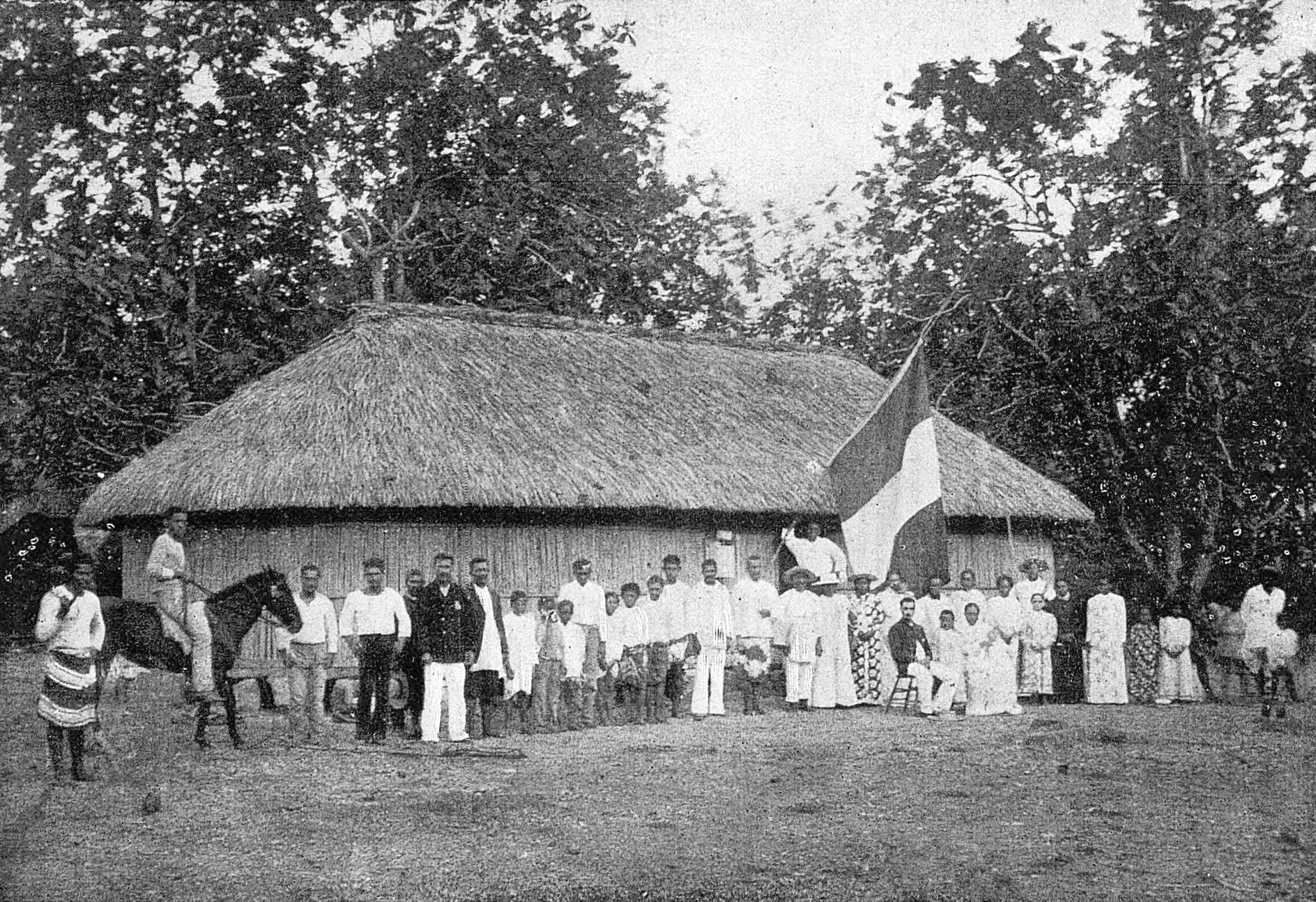
Cacicazgo de Afareaitu en Moorea alrededor de 1890

En antropología social, una sociedad de jefatura es un tipo de organización sociopolítica en la que una figura de autoridad controla algunas funciones administrativas en una sociedad.
En antropología política y en arqueología se suele establecer una clasificación evolutiva de las sociedades, ampliamente utilizada, en función de su organización sociopolítica en bandas, tribus, jefaturas y estados.
La evolución de un tipo de sociedad a otro conlleva sistemas políticos más formalizados, jerárquicos y complejos. A diferencia de los Estados, las sociedades de jefatura no poseen órganos centrales de decisión y en muchos casos tienen dirigencias carismáticas. 
Las jefaturas pueden ser de una amplia gama, para la que se han acuñado los términos de jefatura simple y jefatura compleja.
En el primer tipo, el jefe cumple solamente funciones rituales o religiosas, jurídicas o de relaciones exteriores, su rol es inestable y se basa en relaciones interparentales. Esta frágil unidad política puede dividirse por fisión en cualquier momento, con el traslado de grupos humanos.
En el segundo, que algunos autores consideran un tipo de protoestado, el jefe acumula mayor autoridad, la centraliza, y tiene un mayor poder coercitivo para modificar las relaciones igualitarias («horizontales») hacia los miembros de su etnia que llega a la hegemonía, con lo que a menudo percibe algún tributo.